# Pivovar Staropramen

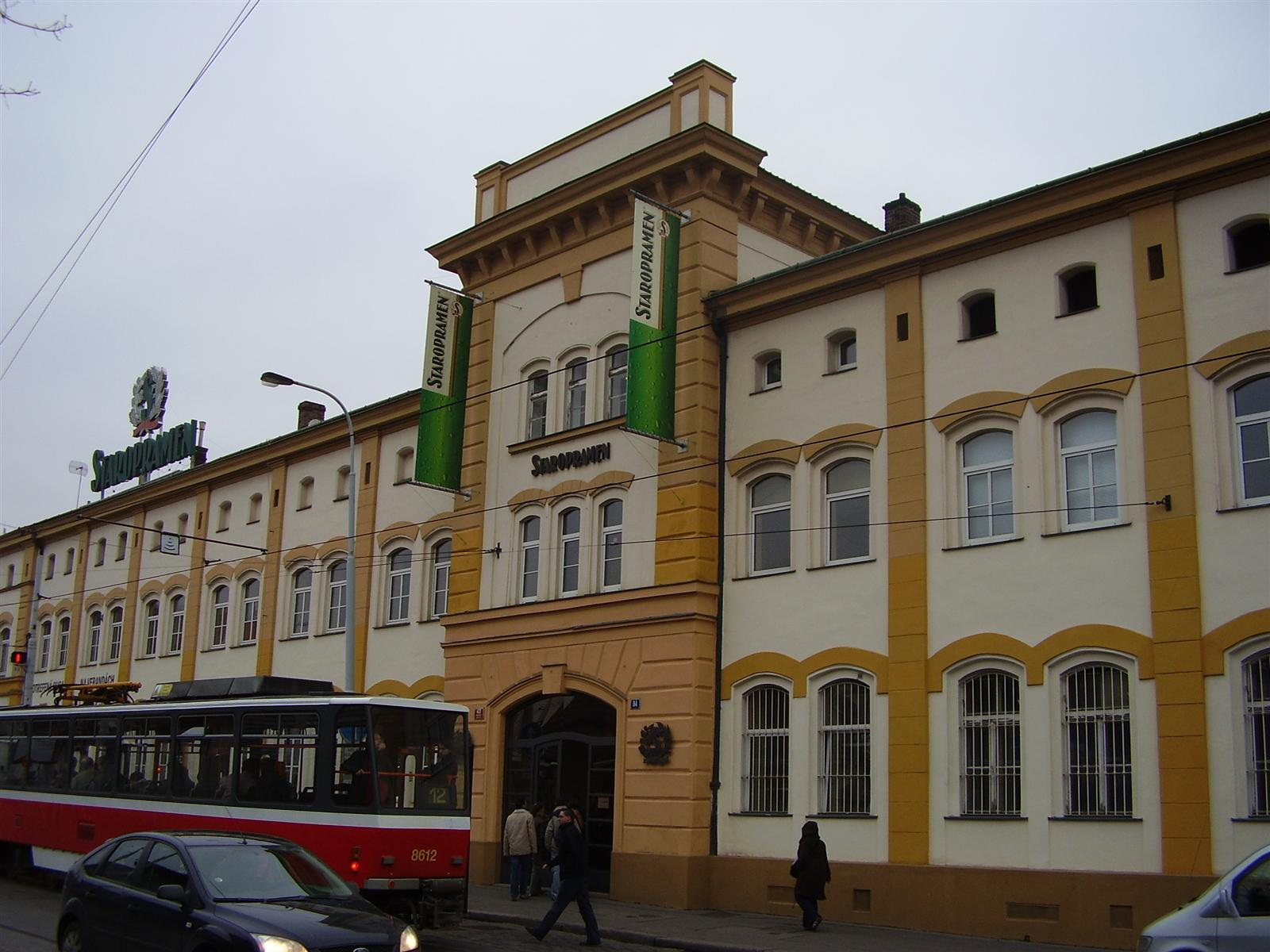
Čelní strana budovy Smíchovského Pivovaru Staropramen

Pivovar Staropramen je pražský smíchovský pivovar společnosti Pivovary Staropramen s.r.o. založený roku 1871, i když plány pro nový pivovar vznikly již v roce 1869 (Gustav Noback z Erfurtu) a prodej akcií byl zahájen v témže roce. První várka piva byla uvařena 1. května 1871. Ochranná známka Staropramen byla zaregistrována v roce 1911.
Staropramen je druhým největším výrobcem piva v Česku. Od února 2006 používá pivovar Staropramen nové logo a lahve. Na konci dubna 2010 se tehdejší společnost Pivovar Staropramen přidala k pivovarům vařícím jedenáctistupňové pivo. V současné době se jedná o poslední funkční průmyslový pivovar v celé Praze.

## Historie pivovaru a značky Staropramen

### Dějiny pivovaru

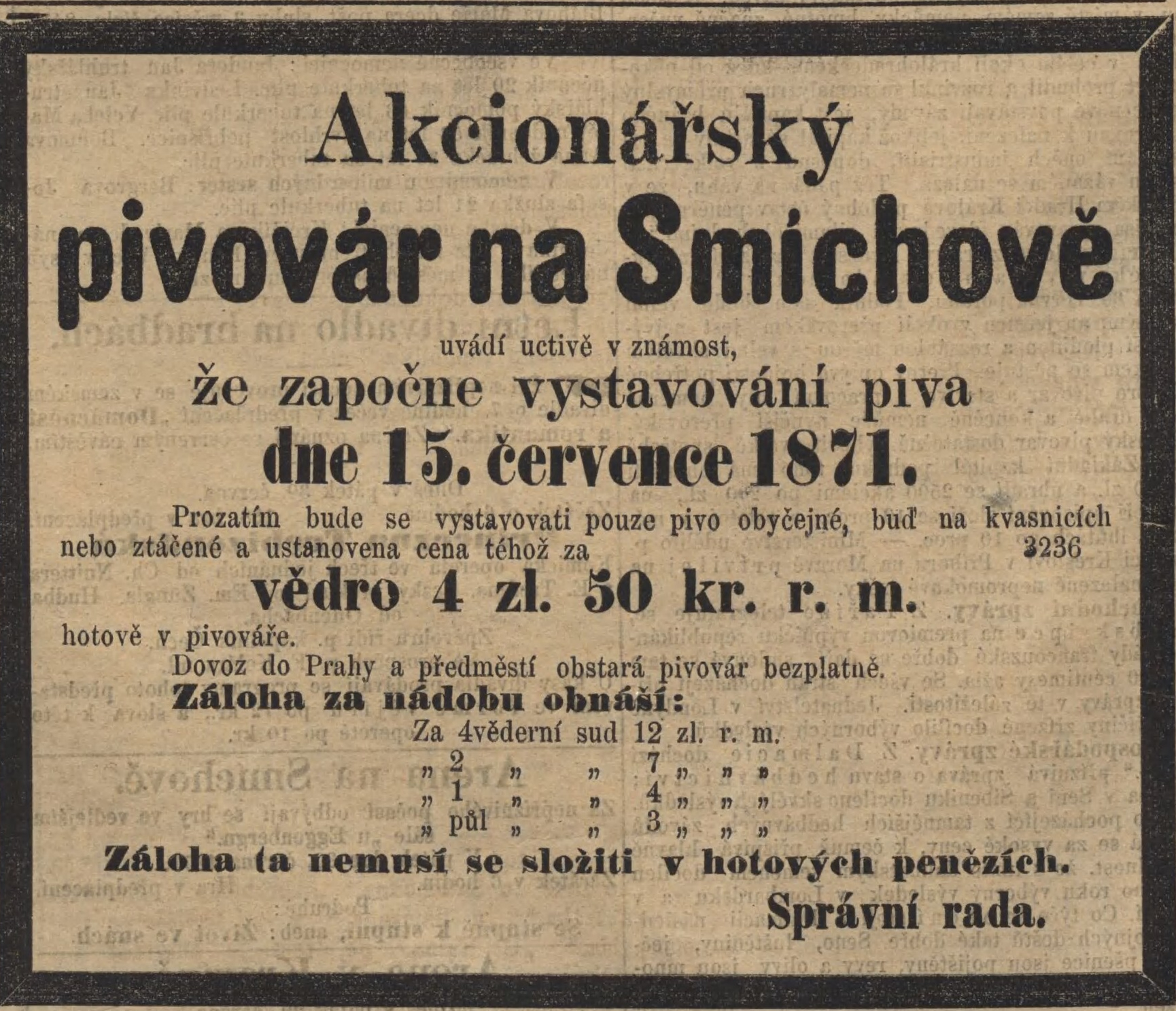
Informace o zahájení prodeje piva v novinách

Roku 1869 bylo zrušeno propinační právo. Hlavní iniciativa ke vzniku Akciového pivovaru vyšla od smíchovských průmyslníků Jana Kohouta a Viléma Picka. Dne 4. června 1869 dostal místní podnikatelský výbor povolení založit akciovou společnost pro zřízení pivovaru na Smíchově.  Zakladatelem byla Občanská záložna na Smíchově a členové její správní rady. Akciový kapitál nové společnosti činil 400 000 zlatých, mohl však být dle stanov zvýšen až k jednomu milionu zlatých. Nejzazší termín podání návrhu stavebního plánu pro nový pivovar byl stanoven na 10. října 1869. V létě 1870 byla již výstavba značně pokročilá a v říjnu 1870 započala instalace strojů. 1. května 1871 byla uvařena první várka piva. V prvním roce výrobní činnosti dosáhl objem produkce necelých deset tisíc hektolitrů. Pivo se začalo prodávat od 15. července 1871.
Významným krokem pro propagaci nového podniku bylo otevření restaurace Na Verandách na podzim roku 1871 a v roce 1880 návštěva císaře Františka Josefa I., který smíchovské pivo pochválil a podepsal se česky do pivovarské kroniky. Výhodou byla pro pivovar i blízkost nádraží a navíc, na třicet věder denně odebíraly Ringhofferovy závody. V prvních desetiletích existence ovšem musel pivovar čelit smíchovské konkurenci, kde čtrnáctistupňové pivo ve starém právovárečném domě č. 1 vařil Jan Stejskal, který svou firmu nazval Občanský akciový pivovar na Smíchově. Tuto konkurenci pivovar Staropramen porazil, až v roce 1938, kdy v dražbě koupil její nemovitost. Pivovar se od počátku své existence rozvíjel díky zavádění nových pokrokových technologií. Patřila mezi ně jedna z prvních stáčíren lahví v Rakousku-Uhersku (1876), umělé chlazení ve sklepích a spilkách na konci 19. století či modernizace a využití páry ve varně na počátku 20. století. V roce 1876 odebíralo smíchovské pivo 27 pražských hostinských, 9 karlínských hostinských, 16 smíchovských hostinských a 12 hostinských z širšího okolí Prahy. Roku 1884 se v pivovaru začalo vařit polotmavé pivo Granát.
Když počátkem 20. století začala růst konkurence, zaregistroval si Staropramen roku 1913 svůj název jako ochrannou známku. Zlatý věk pivovaru nastal v meziválečném období. Díky modernizaci se zařadil mezi elitu tří největších evropských pivovarů. Velký boom ukončila krize ve třicátých letech. 
Během socialismu byl pivovar státním podnikem. Pivem zásoboval zejména Prahu a nejbližší okolí. V roce 1992 vznikla společnost Pražské pivovary a.s., jejímž kmenovým pivovarem byl od počátku právě Staropramen. V roce 2003 byla firma přejmenována na Pivovary Staropramen a.s. Její součástí je dnes také pivovar Ostravar.

### Inovace a marketing

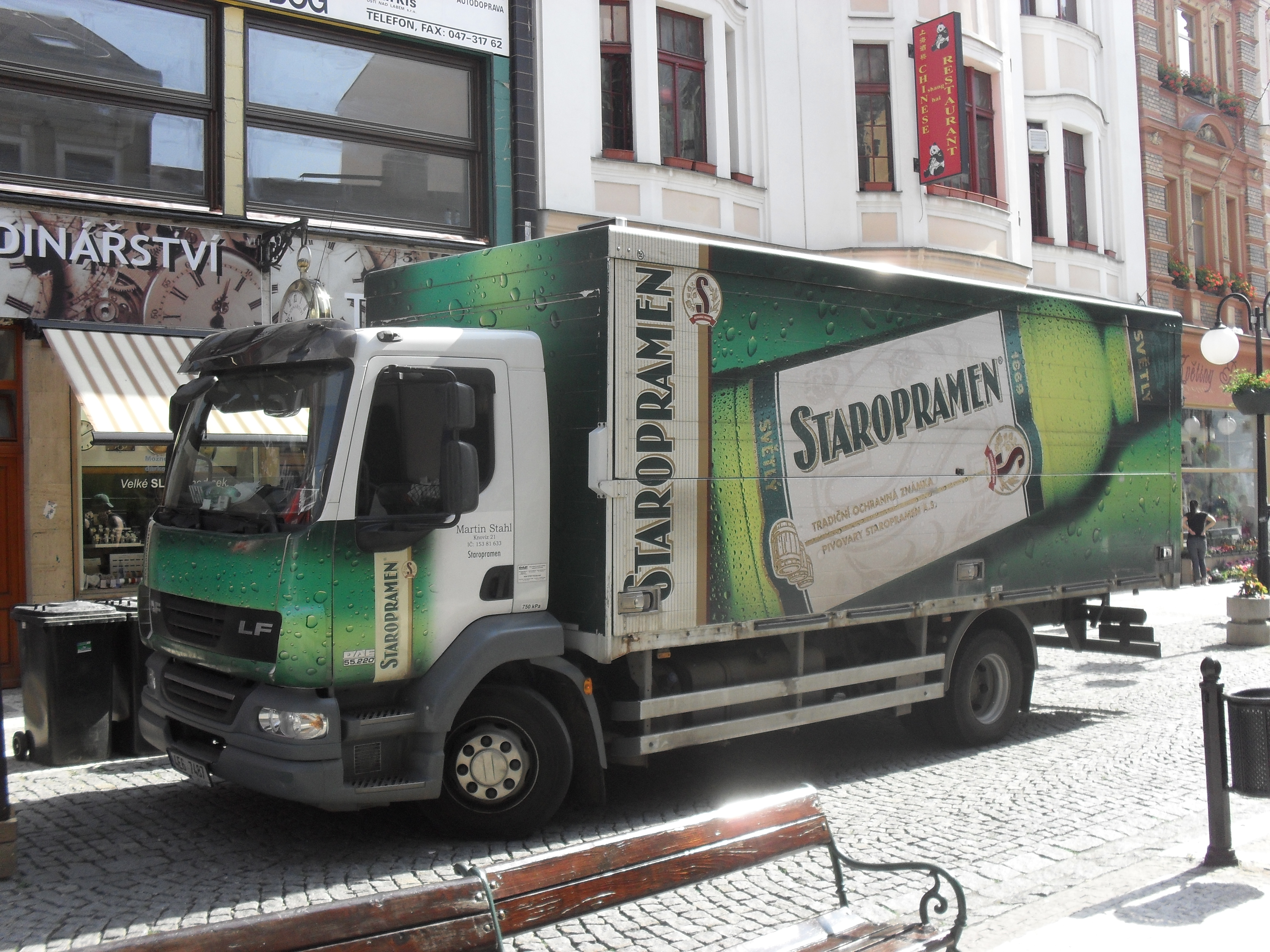
Zásobovací vozidlo společnosti Pivovar Staropramen

Piva značky Staropramen patří mezi široce distribuovaná tuzemská piva. Produkty pivovaru mají také silnou přímou i nepřímou marketingovou podporu.[zdroj?] V roce 1998 začal Staropramen vytvářet koncept vlastní sítě značkových restaurací Staropramen Potrefená husa, provozovaných na bázi franchisingu. První restaurace Potrefená husa byla otevřena na podzim roku 1999 na pražských Vinohradech. Další restaurace pod tímto názvem následovaly. V roce 2011 bylo pro turisty otevřeno rekonstruované Návštěvnické centrum v areálu Staropramenu na pražském Smíchově.[zdroj?]
Roku 1999 pivovar představil nové logo, které evokuje zlatá meziválečná léta pivovaru. V tomto duchu se neslo i obnovení výroby piva Granát, které pivovar nejprve prodával pod názvem Millenium, později se vrátil k původnímu názvu Granát z počátku 20. století.
Ve stejné době došlo i na další prodejní a výrobní inovace. Roku 1997 začal Staropramen zřejmě jako první do českých obchodů dodávat multibalení deseti piv. Roku 2003 použil poprvé v celé Evropě plně dochlazený výčepní stojan. V říjnu 2003 se Staropramen stal oficiálním partnerem Sazka Arény (později O2 Arény) pro gastronomii. V roce 2006 začal používat nové a lehčí lahve, v roce 2007 pak unikátní samochladicí sud Staropramen Coolkeg. V květnu 2011 uvedl Staropramen jako první v Česku na trh nápoj na bázi piva s příchutí citronu Staropramen Cool Lemon. O rok později přišel pivovar s podobně laděným nápojem Cool Grep.
V roce 2016 společnost Staropramen uvedla na trh ve Velké Británii pivo Pravha, které se nyní[kdy?] vaří ve městě Burton upon Trent (Staffordshire). Spotřebiteli tak bývá hodnoceno kontroverzně, přestože se vaří podle českého receptu, chuť byla pozměněna.[zdroj?]

### Vlastnické poměry
Od roku 1993 byl Pivovar Staropramen součástí britského koncernu Bass. Po mezihře, kdy přešla do majetku belgické skupiny InBev, byla společnost Pivovar Staropramen v roce 2012 koupena sedmým největším pivovarnickým koncernem světa Molson Coors Brewing Company (patřícímu tzv. Private Equity Company CVC Capital Partners) za 2,65 miliardy eur. V zájmu sjednocení právní formy společností ve skupině Molson Coors se k 1. únoru 2013 změnila právní a tudíž i obchodní forma společnosti na Pivovary Staropramen s.r.o.

## Produkty pivovaru

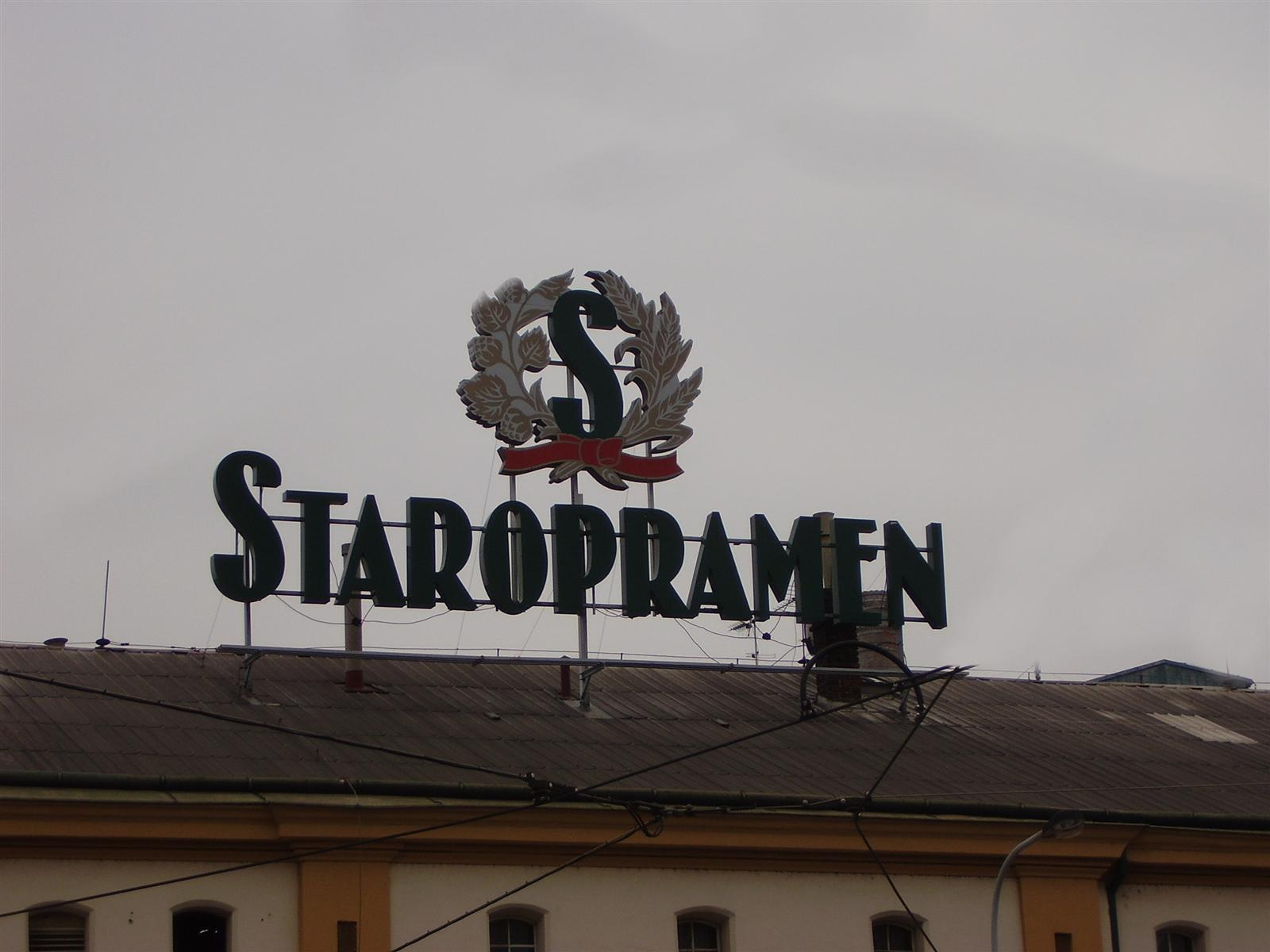
Logo Staropramen fotografované na budově smíchovského pivovaru

- Staropramen Smíchov – světlé výčepní pivo 10°, obsah alkoholu 4,0 %
- Staropramen Jedenáctka – světlý ležák 11°, obsah alkoholu 4,7 %
- Staropramen Dvanáctka – světlý ležák 12°, obsah alkoholu 5,0 %
- Staropramen Černý – tmavý ležák 12°, obsah alkoholu 4,4 %
- Staropramen Nealko – světlé nealkoholické pivo, obsah alkoholu max. 0,5 %
- Staropramen Déčko – světlé pivo se sníženým obsahem cukrů, dia, obsah alkoholu 4,0 %
- Staropramen Nefiltr Pšeničný – nefiltrovaný světlý ležák 12° s pšeničným sladem, obsah alkoholu 5,0 %
- Staropramen Extra Chmelená – světlý ležák 12°, obsah alkoholu 5,2 %
- Staropramen Granát – polotmavý ležák 13°, obsah alkoholu 4,8 %
- Staropramen Velvet – polotmavý ležák, obsah alkoholu 5,3 %

Další značky, které patří pod pivovar Staropramen jsou: Braník, Ostravar